# Clarisonic
Clarisonic, eller Pacific Bioscience Laboratories, Inc., er et firma som er baseret i Redmond, Washington som producerer Clarisonic sortimentet som indeholder rensebørster og creme. Firmaet blev solgt til L'Oreal i 2011. 

## Medstiftere
Clarisonic er grundlagt af David Giuliani, Robb Akridge, Steve Meginniss, Ward Harris og Ken Pilcher i år 2000. Giuliani, Clarisonics CEO, er den tidligere medstifter og CEO af Optiva som udviklede Sonicare sortimentet af tandbørster. Giuliani solgte Optiva til Philips Oral Healthcare i år 2000. 
Akridge var forsker hos Optiva Corporation før han var medstifter af Clarisonic. Han har en bachelor fra University of Texas, en Master of Science bachelor i biologi fra Texas State University–San Marcos og en doktorgrad i mikrobiologi fra Texas A&M University.
Ken Pilcher er chefforsker for Clarisonics skin care systemer. Han har tidligere udviklet flyelektronik for NASA Space Shuttle samt medicinsk elektronik.

## Velgørenhed
Clarisonic’s Pink kampagne har samlet mere end 1 million dollers i kampen mod brystkræft. Firmaet donere forsat fra deres pinke produkter til American Cancer Society "Look Good ... Feel Better" kampagne. Siden den 11. oktober 2010 har Clarisonic doneret over 1 million dollers til denne kampagne. 

## Priser og anerkendelse (Internationale)

### 2012
- Allure (magazine) Best of Beauty
- Harper's Bazaar (magazine) Beauty Hot 100
- Health (magazine) THE TOP BEAUTY BUYS OF 2012
- InStyle (magazine) Best Beauty Buys
- Self (magazine) Healthy Beauty Awards
- QVC Customer Choice Beauty Award

### 2011
- Ebony (magazine) Beauty & Grooming Award
- Elle (magazine) Genius Awards
- InStyle (magazine) Best Beauty Buys
- Ladies' Home Journal (magazine) Beauty Awards
- Look Fantastic Hair & Beauty Award
- New Beauty Beauty Choice Award
- Woman & Home Best In Beauty

### 2010
- Allure (magazine) Beauty Breakthrough Award
- ICMAD City Award for Personal Care Product
- ICMAD Personal Care Product Innovation
- Inc. (magazine) 500 Fastest Growing Private Companies List (#305)
- Puget Sound Business Journal Fastest Growing (#5)
- QVC Customer Choice Beauty Award

### 2009
- InStyle (magazine) Best Beauty Buys
- Star Superstar Award
- QVC Customer Choice Beauty Award

### 2008
- QVC Customer Choice Beauty Award

### 2007
- Clarisonics rensesystem var nævnt som en af Oprah's favoritter.

## Officiel dansk hjemmeside
www.clarisonic.dk Arkiveret 26. oktober 2017 hos  Wayback Machine